# Biton velox dmitrievi
Biton velox dmitrievi es una subespecie de arácnido  del orden Solifugae de la familia Daesiidae.

## Distribución geográfica
Se encuentra en el este de África.